# Затана
Затана Затара (енгл. Zatanna Zatara) измишљена је суперхеројка која се појављује у америчким стриповима које издаје DC Comics. Лик су створили Гарднер Фокс и Марфи Андерсон, а први пут се појављује у стрипу Човек-јастреб #4 (новембар 1964).
Затана је и сценска мађионичарка и права мађионичарка, попут свог оца Ђованија „Џона” Затаре. Као таква, она има многе очеве моћи у вези са магијом, типично контролисане говорећи речи својих чаролија написане уназад. Позната је по свом ангажовању у Лиги правде и Мрачној лиги правде.
Затана се први пут појавила као играни лик као споредан лик у последње три сезоне серије Смолвил, коју је тумачила Серинда Свон.